# اشچیانکا، شهرستان سواوکی
اشچیانکا، شهرستان سواوکی (به لاتین: Trzcianka, Suwałki County) یک منطقهٔ مسکونی در لهستان است که در Gmina Rutka-Tartak واقع شده‌است.